# Codex Sangallensis 48
Kodeks Sangalleński, łac. Codex Sangallensis (Gregory-Aland no. Δ albo 037), ε 76 (von Soden) – grecko-łaciński kodeks uncjalny Nowego Testamentu z tekstem czterech Ewangelii, paleograficznie datowany na IX wiek. Tekst rękopisu jest niejednolity, w różnych partiach reprezentuje dwie różne tradycje tekstualne, które czasem są z sobą mieszane. Ma noty marginalne i pozabiblijne dodatki. Skryba był słabo obeznany z językiem greckim. Tekst grecki rękopisu jest cytowany we współczesnych krytycznych wydaniach greckiego Nowego Testamentu, natomiast tekst łaciński nie ma wartości dla krytyków tekstu.

## Opis

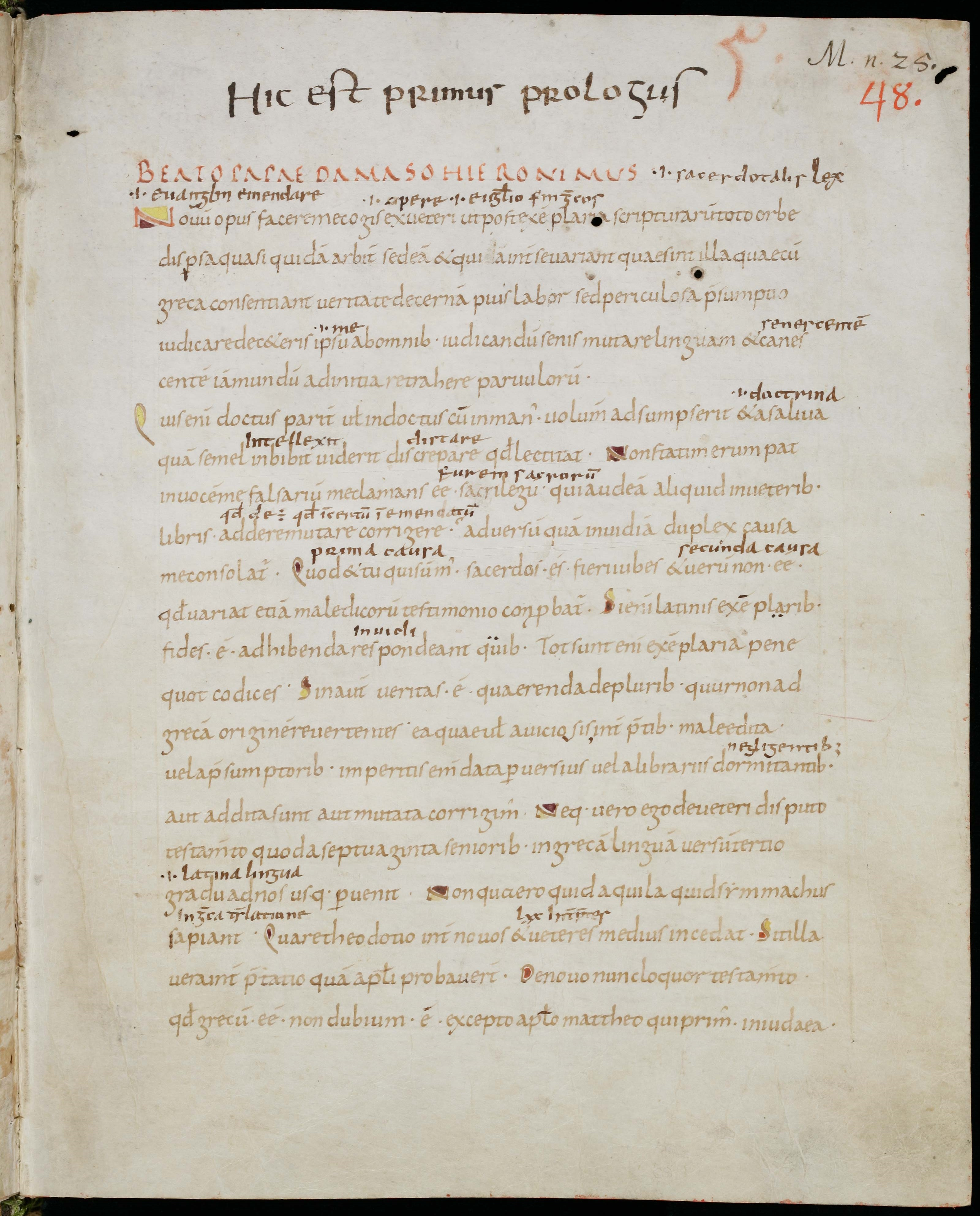
List Hieronima do Damazego I

Kodeks zawiera 198 pergaminowych kart (23 na 18,5 cm), z tekstem czterech Ewangelii. Tekst pisany jest jedną kolumną na stronę, 17-28 linijek w kolumnie, wielką półuncjałą. Karty ułożone są w formie quarto. Tekst ewangelii jest niemal kompletny, z jedną tylko luką w J 19,17-35.
Skopiowany prawdopodobnie został z rękopisu pisanego stychometrycznie. Na początku każdego stychu stoi kolorowany inicjał. Skryba bieglej pisał po łacinie niż po grecku i dlatego część liter greckich uzyskuje niestandardowe kształty. Zwraca uwagę wzajemne podobieństwo niektórych liter, zwłaszcza Ν i Π, Ζ i Ξ, Τ i Θ oraz Ρ do łacińskiego R. W rezultacie litery te mogą być mylone. Generalnie brak przydechów i akcentów, które są stosowane tylko w niektórych miejscach (np. Mk 3,20). Litery delta oraz theta prezentują ostatnie stadium uncjały. Luki w tekście skryba oznakował przy pomocy znaku >>> (podobnie jak w jak w Kodeksie Boerneriańskim).
Tekst łaciński pisany jest ponad greckim (jak w Kodeksie Boerneriańskim) i jest pismem minuskułowym. Jest dekorowany, ale przez nieuzdolnioną artystycznie rękę. Dekoracje, sposób aranżacji oraz noty marginalne przypominają Kodeks Boernerianus. Część not marginalnych pochodzi od oryginalnego skryby, część została dodana później (osiem cytatów Aganona, biskupa diecezji Chartres, który zmarł w 941).
Na początku, przed Ewangelią Mateusza, zawiera prolegomenę. Tekst dzielony jest według Sekcji Ammoniusza, odniesienia do Kanonów Euzebiusza podane zostały przy pomocy rzymskich cyfr, listy κεφαλαια (spis treści) sporządzone zostały zarówno w języku greckim jak i łacińskim (patrz ilustracja). Zawiera List Hieronima do Damazego I.
Skryba popełniał błędy. W Ewangelii Mateusza 1,12 imię Ζοροβαβελ (Zorobabel) oddane zostało w formie Ζορομβαβαβελ. Popełniał także błędy haplografii, jak np. w J 1,15, gdzie ο οπισω oddane zostało w formie ο πισω. Tregelles zarzucił skrybie wielką ignorancję.

## Tekst

### Charakter tekstualny

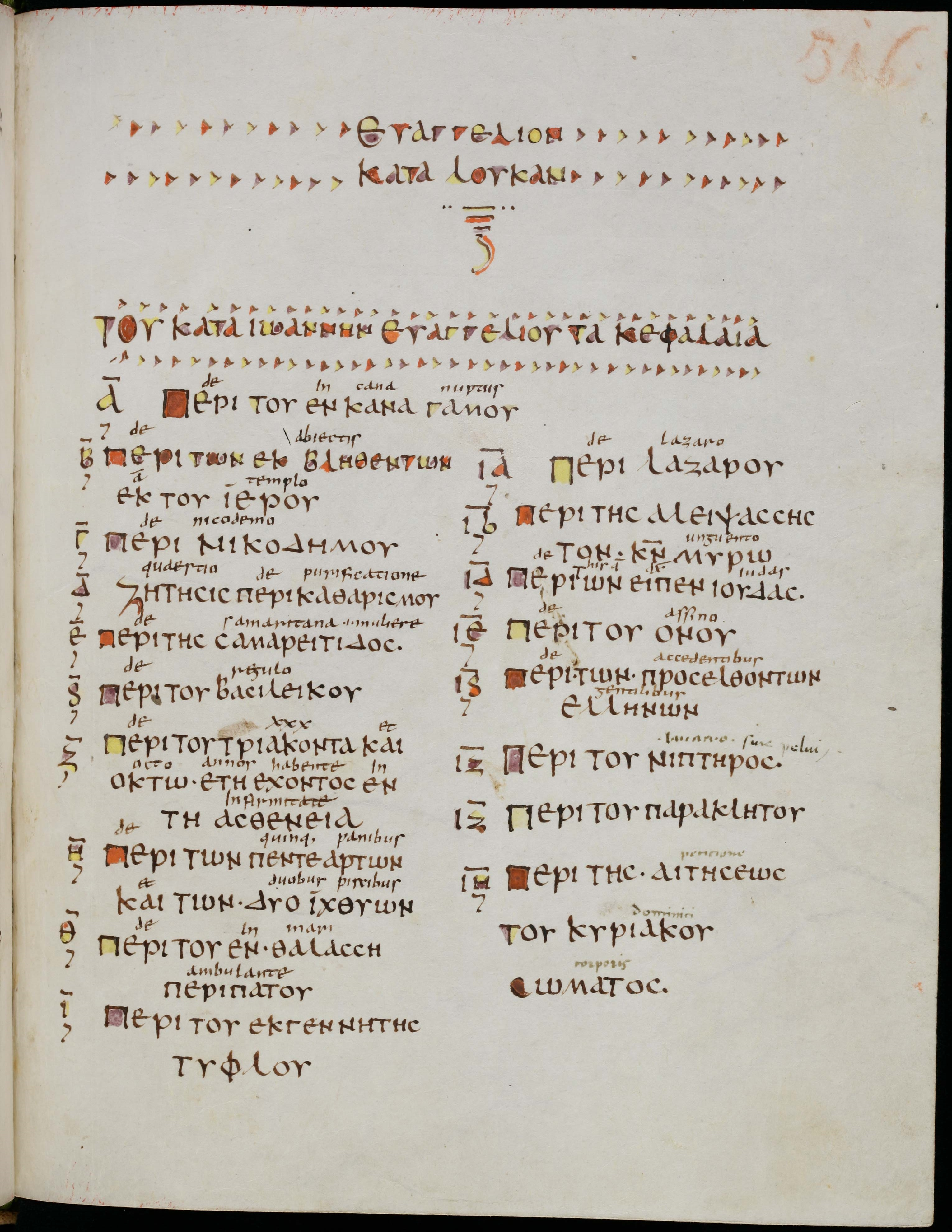
Lista κεφαλαια do Ew. Jana

W Ewangelii Marka rękopis przekazuje tekst aleksandryjski (podobny do Kodeksu Regius), w pozostałych zaś ewangeliach przekazuje tekst bizantyński (podobnie jak w Kodeks Athous Lavrensis). Tekst aleksandryjski rękopisu reprezentuje późne stadium i jest nawet niższej jakości niż tekst w kodeksie Regius .
Kurt Aland dał mu następujący profil tekstualny: 1201, 881/2, 692, 47S, co oznacza, że 120 razy wspiera tekst bizantyński przeciwko oryginalnemu, 88 razy zgodny jest z tekstem bizantyńskim i oryginalnym, 69 razy wspiera tekst oryginalny przeciwko bizantyńskiemu, ma ponadto 47 sobie właściwych wariantów. W oparciu o ten profil zaklasyfikował go do Kategorii III, w której umieścił wyłącznie rękopisy reprezentujące standardowy tekst bizantyjski. Oznacza to, że zdaniem Alanda rękopis zawiera starożytne warianty, bywa przydatny w rekonstrukcji oryginalnego tekstu Nowego Testamentu, jest ważny dla poznania jego historii.
Według Claremont Profile Method, tj. metody wielokrotnych wariantów, przekazuje tekst mieszany w Łk 1 oraz standardowy tekst bizantyński w Łk 10 i Łk 20. Metodą tą przebadano jednak tylko trzy rozdziały Ewangelii Łukasza (1; 10; 20).
Interlinearny tekst łaciński jest kompozycją tekstu starołacińskiego z tekstem Wulgaty i był uzgadniany z tekstem greckim. Nie jest to tekst przepisany z konkretnego rękopisu i dlatego nie ma krytycznej wartości . Tekst łaciński jest niejednolity, na ogół jest zgodny z tekstem greckim, ale nie zawsze, jak np. uxorem vel coniugem zamiast την γυναικα w Mateuszu 1,20.

### Profil tekstualny w Mt 1

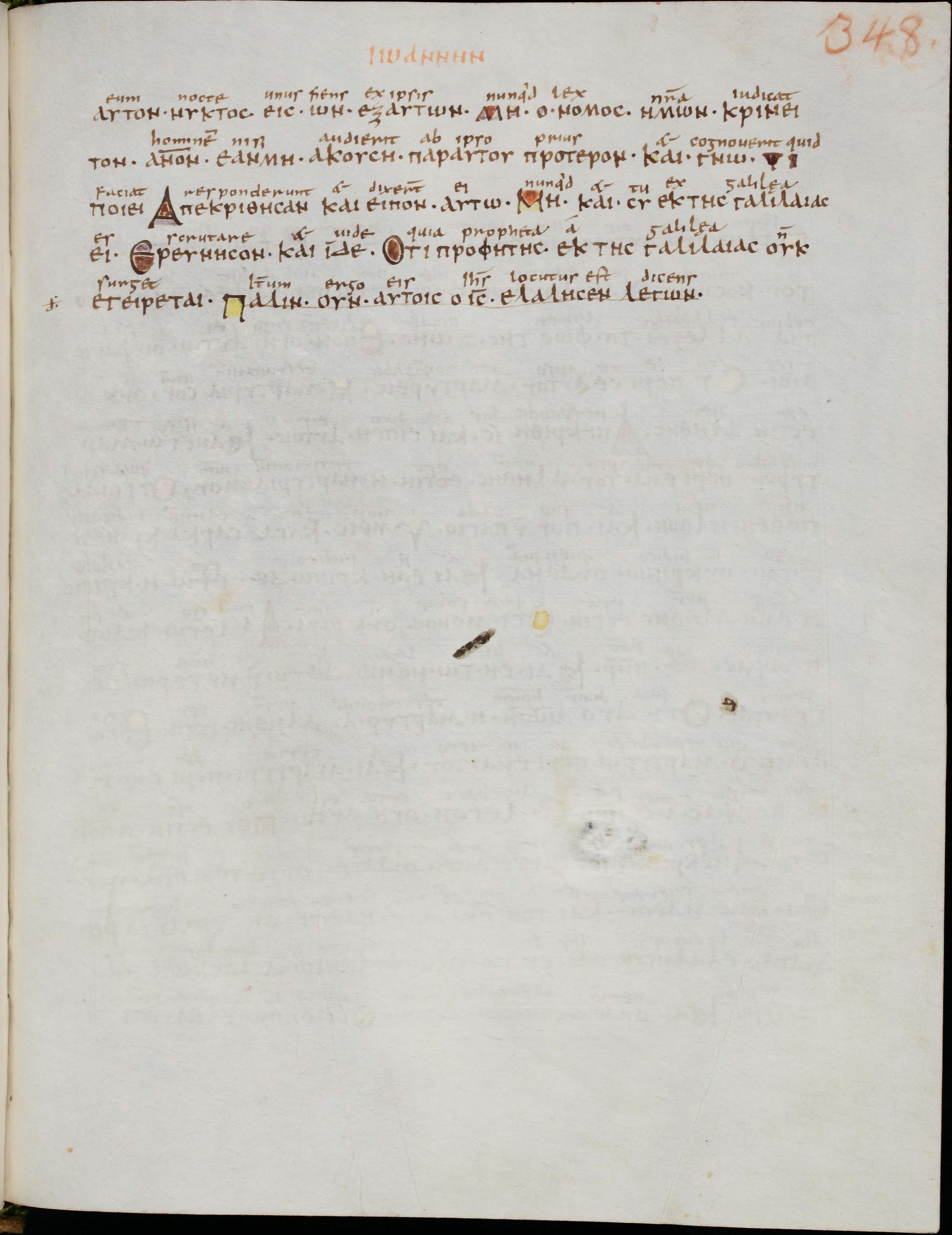
Pusta przestrzeń dla tekstu J 7,53-8,11

W Mt 1,7-8 przekazuje wariant Ασα, Ασα (Asa, Asa), zgodnie z rękopisami bizantyjskiej tradycji. Rękopisy tradycji aleksandryjskiej ({\displaystyle {\mathfrak {P}}^{1}}, {\displaystyle \aleph }, B) przekazują wariant Ασαφ, Ασαφ (Asaf, Asaf).
W Mt 1,10 przekazuje wariant Αμως, Αμως (Amos, Amos), zgodnie z Kodeksem Synajskim i Watykańskim, natomiast rękopisy tradycji bizantyńskiej mają Αμμων Αμμων (Ammon, Ammon).
Wariant εγεννησεν z Mt 1,11 jest zgodny zarówno z tradycją aleksandryjską, jak i bizantyjską.
Wariant Ιησου Χριστου (Jezusa Chrystusa) z Mt 1,18a jest zgodny zarówno z tradycją aleksandryjską, jak i bizantyjską.
W Mt 1,18b wspiera aleksandryjską tradycję przeciwko bizantyjskiej (γενεσις/γεννησις).
W Mt 1,25 ponownie wspiera tradycję bizantyjską przeciwko aleksandryjskiej (υιον ] τον υιον αυτης τον πρωτοτοκον). Wariant bizantyjski powstał w wyniku harmonizacji z Łk 2,7.

### Inne osobliwości tekstualne
Spośród tekstów wątpliwych bądź kwestionowanych przez starożytne rękopisy zawiera: Mt 16,2b-3 („Znaki czasu”); Mt 17,21; 18,11; 23,14; Łk 23,17 oraz J 5,4. Brak natomiast wierszy Mk 7,16; 9,44.46 i 11,26. Brak Pericope adulterae (J 7,53-8,11), jednak skryba pozostawił dla niej pustą przestrzeń.

## Historia

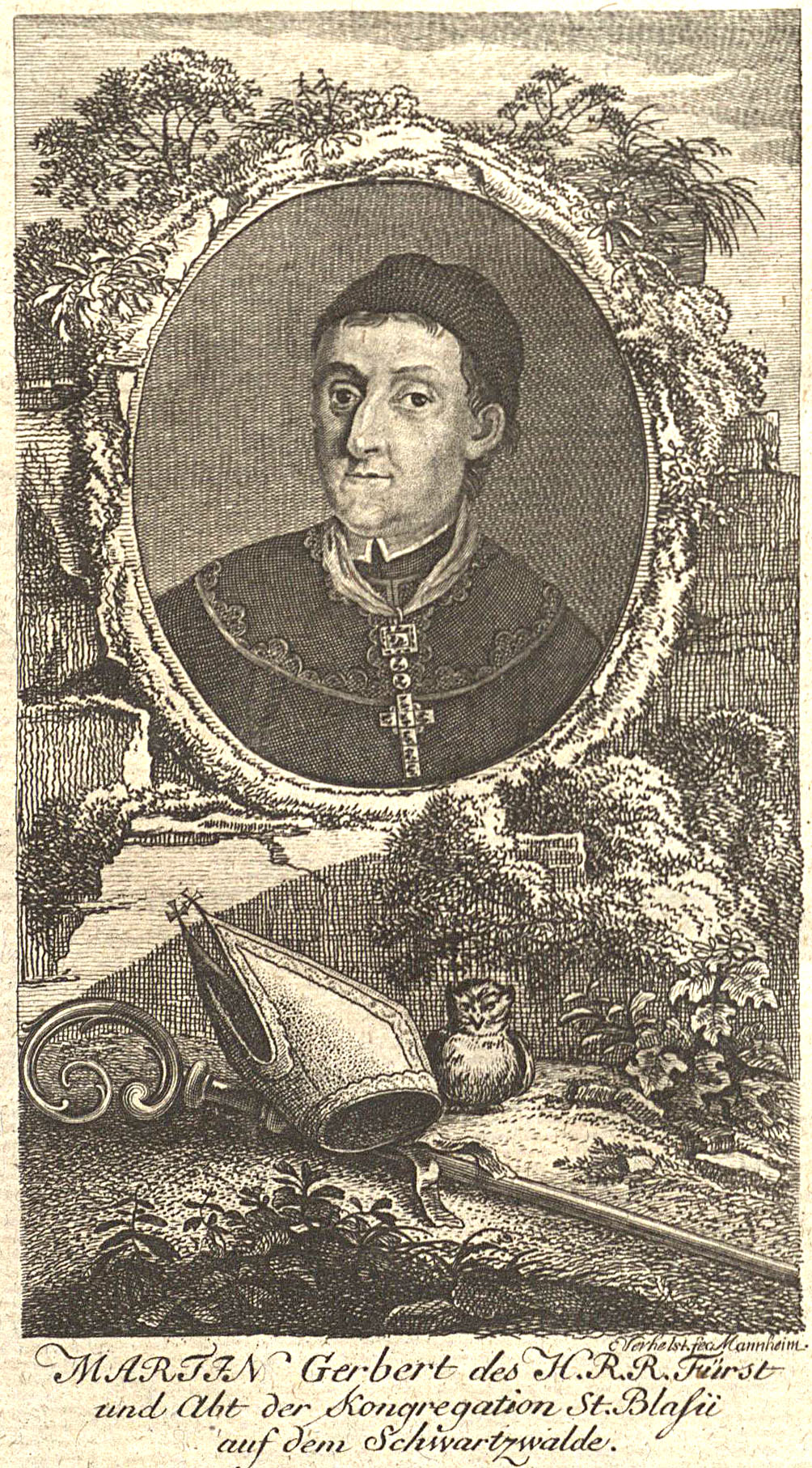
Martin Gerbert, odkrywca kodeksu

Kodeks datowany jest zwykle na IX wiek. Nie może być datowany wcześniej ze względu na odniesienia do nieortodoksyjnych poglądów Gotszalka przy Łk 13,24 i J 12,40. Owe adnotacje uczynione zostały przez oryginalnego skrybę. Z kolei noty cytujące Aganona dodane zostały przez inną, prawdopodobnie późniejszą rękę. Gregory datował rękopis na wiek IX lub X. Wiek IX jest powszechnie przyjmowany przez badaczy tekstu łacińskiego (Marazuela, Beuron, Bover, Kilpatrick, Tischendorf, Wordsworth). Wiek IX jest oficjalną datą jaką podaje INTF . Tylko nieliczni badacze preferują wiek X jako wiek powstania kodeksu . Sporządził go prawdopodobnie iroszkocki mnich w Sankt Gallen.
Martin Gerbert, teolog i historyk, widział rękopis w 1773 roku i od tego czasu stał się znany dla krytyków tekstu. W 1830 roku Scholz nadał mu nazwę Sangallensis. Rettig w 1836 roku sporządził jego opis oraz wydał faksymile dla każdej strony rękopisu. Faksymile jest dokładna i według oceny Gregory'ego stanowi najlepsze wydanie rękopisu zanim pojawiły się wydania Tischendorfa. Pomimo tego popełnił jednak nieco błędów, jak np. w Łk 21,32, gdzie οφθαλμους (oczy) zamienił na αδελφους (bracia). Rettig sądził, że wespół z kodeksem Boernerianus tworzył jeden rękopis. Uważał też, że rękopis sporządzony został przez kilku skrybów. Opinia ta została odrzucona przez innych badaczy. Rettig zauważył podobieństwa tekstualne do Kodeksu Watykańskiego.
Tregelles i Tischendorf skolacjonowali tekst rękopisu porównując go z wydaniem Rettiga. Tregelles w 1850 roku porównał w Dreźnie kodeks Boernerianus z wydaniem faksymile Rettiga i potwierdził tezę Rettiga o daleko idących podobieństwach obu rękopisów. Krótki opis rękopisu sporządził Gustav Scherrer, który opisał wszystkie rękopisy przechowywane w Sankt Gallen. J. Rendel Harris badał łaciński tekst kodeksu i stwierdził, że jest bliższy dla Wulgaty niż Vetus Latina. Harris zauważył też obecność niektórych afrykańskich wariantów . Gregory widział go w roku 1898.
Na listę rękopisów Nowego Testamentu wciągnął go Tischendorf nadając mu siglum Δ. Gregory w 1908 roku nadał mu siglum 037. Łaciński tekst kodeksu oznaczany jest przy pomocy siglum δ (system tradycyjny) oraz 27 (system Beuron).
Od czasów Tischendorfa rękopis wykorzystywany jest we wszystkich wydaniach greckiego Nowego Testamentu .
Obecnie kodeks przechowywany jest w Bibliotece Opactwa św. Galla, pod numerem katalogowym 48 .